# Heliconius leucadia
Heliconius leucadia är en fjärilsart som beskrevs av Bates 1862. Heliconius leucadia ingår i släktet Heliconius och familjen praktfjärilar. Inga underarter finns listade i Catalogue of Life.